# Milano-Torino 2004
La Milano-Torino 2004, ottantanovesima edizione della corsa, fu disputata il 13 ottobre 2004, per un percorso totale di 198,5 km. Venne vinta dallo spagnolo Marcos Serrano giunto al traguardo con il tempo di 4h32'10" alla media di 43,76 km/h.
Presero il via a Novate Milanese 154 ciclisti, 140 di essi portarono a termine la gara.

## Ordine d'arrivo (Top 10)
| Pos. | Corridore            | Squadra       | Tempo    |
| ---- | -------------------- | ------------- | -------- |
| 1    | Marcos Serrano       | Liberty Seg.  | 4h32'10" |
| 2    | Eddy Mazzoleni       | Saeco         | a 2"     |
| 3    | Francesco Casagrande | Lampre        | s.t.     |
| 4    | Cadel Evans          | T-Mobile Team | s.t.     |
| 5    | Danilo Hondo         | Gerolsteiner  | a 31"    |
| 6    | Allan Davis          | Liberty Seg.  | s.t.     |
| 7    | Matthias Kessler     | T-Mobile Team | s.t.     |
| 8    | Dmitrij Fofonov      | Cofidis       | s.t.     |
| 9    | Cédric Vasseur       | Cofidis       | s.t.     |
| 10   | Ondřej Sosenka       | Acqua & Sap.  | s.t.     |